# 島田奈央子
島田 奈央子（しまだ なおこ、1971年〈昭和46年〉2月1日 - ）は、日本の音楽ライター、DJ。10代の頃は島田奈美（しまだ なみ）の芸名でアイドルとして活動していた。東京都出身。私立富士見中学校・高等学校卒業。血液型はO型。

## 来歴

### 芸能界デビュー前
1971年
2月1日、東京都目黒区三田厚生中央病院で生まれる。体重：3480g、体長：51cm、血液型：O型。
1974年
練馬区中村の南蔵院幼稚園入園（現在は無い）。この頃、祖父母や母と代々木公園に遊びに行った時に、子どもモデルとしてスカウトされる。小林脳行の「モス・ボックス」などのCMにも出演したが、父親に「子どもらしさがなくなる」と言われ、2年半後にモデル活動を辞める。
1977年
練馬区立の小学校に入学。「劇団あすなろ」に入りたいと父親に相談するが反対をされて断念。小学生時代は書道、剣道、ギター、手話などを習う。
1979年
スキーで左ひざに大怪我を負う。
1983年
練馬区中村の私立富士見中学校入学。テニス部やバレーボール部に入部するが、「体力的に難しい」と医者に諭されて活動を断念し、退部。
1984年
中学2年の時、本人を含めた家族5人でTBS系のクイズ番組『クイズ100人に聞きました』に出場し勝利を収めてハワイ旅行を獲得した。その収録で司会の関口宏が「（プロフィールに）芸能人になりたいなって書いてあるね」と言ったことがそのまま放送されたため、番組を見たいくつかの芸能事務所から誘いがあったが、検討するに留めてしまった。

### アイドル歌手時代
アイドル歌手時代には、シングル14枚、オリジナルアルバム10枚をリリース。一部の曲では本名の「島田 奈央子」名義で作詞も手がけていた。後期は、ダンスミュージックを意識した楽曲が多く、ノンストップリミックスのアルバムもリリースしている。
1984年
映画『パンツの穴 花柄畑でインプット』のオーディションに応募し、準優勝。 同映画に本名名義で出演。
1985年
雑誌「Momoco」3月号に登場、桃組出席番号1078。西村知美、杉浦幸と共に「桃組3人娘」と呼ばれるようになる。
サンヨー食品「サッポロ一番みそラーメン」CM出演。
東京池袋のサンシャイン60で開催したモモコ・パーティーで西村知美、杉浦幸と共にと共にウエディングドレス姿を披露。
1986年
島田 奈美（しまだ なみ）の芸名で、アイドルとしてデビュー。デビュー当時のプロフィールは、「身長161cm、体重44kg、B80W60H83、足23cm」。キャッチフレーズは「スイートでキュートな15歳」。所属事務所は「メリーゴーランド」。
4月から7月にかけて、TBS系ドラマ「お坊っチャマにはわかるまい!」にて、とんねるずの木梨憲武演じる平田正美の妹「平田奈美」役でテレビドラマデビュー。この1作を機に他局系列のドラマへの出演も有力かと思われたが、実現せず。
5月3日から5月11日にかけて“ファンの集い“を開く。
5月21日、コロムビアレコードより『ガラスの幻想曲（ファンタジー）』で歌手デビュー。しかし新人賞にはノミネートされず。
1987年
2月、4thシングル『Free Balloon』が、同月26日「ザ・ベストテン」、翌月3月2日「歌のトップテン」に初ランクイン。代表曲で6th『パステルブルーのためいき』など含めて4～5曲が翌年1988年上半期までランクインした（なお、「ザ・ベストテン」では9th『NO!』が最後だった）。
ファーストコンサートを大阪サンケイホール、日本青年館などで開く。
8月29日、日比谷野外音楽堂にて「Momoco Party 桃娘大好き！ あたりまエッ！！」MCを担当。
1988年
ラジオ番組「奈美のFLYING TEAPOT」放送開始。契約上の理由からか、引退後の1990年9月まで続いた（BSN 新潟放送など多数のネット局では、島田の引退する1990年7月いっぱい、あるいはその前の月まで放送された局もあった）。
1990年
7月30日、MZA有明のファイナルコンサートを最後に、自らの意思でアイドルを引退。自身の出演したラジオ番組（先述の「～FLYING TEAPOT」、「小堺一機のヤングプラザ」など）でも、1ヶ月ほど前にその引退を伝達している。
2016年
2月、オーダーメード型CD「MEG-CD」の80年代アイドル告知ポスターに「ガラスの幻想曲」のジャケットが採用され、全国のサークルKサンクス店頭に掲示された。

### 音楽ライター、プロデューサーとして
アイドル歌手としての引退後、『CDジャーナル』『スイングジャーナル』などの音楽雑誌でCDアルバムを紹介する記事などを担当した。当初はF1雑誌の記者になろうと考えており、『Racing On』などのモータースポーツ誌に問い合わせたが、「アルバイトで雑用なら可」と言われ、しかも時給が600円で上がらないという説明を受けたために断念したという。その後、元事務所関係者より『CDジャーナル』のCD評の仕事を紹介してもらったことをきっかけに、音楽ライターとして歩み始めた。現在は、音楽ライターの他に、DJ、音楽イベント、CDのプロデュースも行っている。
1992年
この頃より音楽に関する文筆、ラジオパーソナリティ、クラブのDJなどで活躍。当初は完全にフリーランスであったが、1996年からはプロダクション「ヒップランドミュージックコーポレーション」に所属。
2007年
10月、ソウル・ミュージックやクラブジャズなどといったジャンルを中心に、音楽雑誌などで執筆活動をするほか、インターネットラジオなどにも出演している。NIKKEI NET内にあるITニュースサイト「IT+PLUS」において『島田奈央子のジャズライフ』を連載した。
2012年
平井景がプロデュースする信州の風景にこだわった音楽を発信するプロジェクト「信州ジャズ」に副プロデューサーとして参加。2012年12月8日にアルバム「Field」、2014年11月30日にアルバム「Gift」を発売。
2022年
7月、自身でプロデュースしたアルバム『Something Jazzy～メロディ･イン･ザ・リビングルーム』（ブライトサンズレコード）を発売。

## 人物・エピソード
- デビューのきっかけとなった「パンツの穴」のオーディションは、当時オーディションが流行っていて何となく応募しただけで、映画に出たかったわけではなかった。
- 7月30日を「奈美の日」とし、同日にはファンとの運動会を毎年開催するとともに、1990年の引退日も同日付となっているなど、「ナミ」にかなり拘っている。それは日付にとどまらず、デビュー曲「ガラスの幻想曲」のレコード商品番号はAH-730、その後「73」と並ばないまでも、セカンドシングル「負けないで…片想い」はAH-763、「パウダースノーの妖精」AH-783など、7と3が入る商品番号となっている。また、当時のファンクラブの電話番号も末尾が「0073」であった。
- 子供のころの夢は歌手になることともに幼稚園の先生になることも夢だった。
- 島田奈美ファンクラブ「73 CLUB」の会員番号1番は島田奈央子であった[7]。
- 西村知美、杉浦幸と大変仲が良く、アイドル時代は頻繁に電話や手紙でのやり取りをしていた。西村とはザ・ベストテン出演時に一緒に手を繋いで登場し、Momoco Partyでは杉浦と手をつないでエンディングを唄った。また、西村の結婚式にも参列している。
- この時期のアイドルとしては珍しく、水着グラビアなどの出演は基本的に行っていない。本人も「モデルではない」として断っているという。そのためファンにも「水着には一度もなっていない」と思われているが、正しくは映画「パンツの穴」でのオーディションの時と、クレアラシルのCM「プール編」の2度だけ水着になったことがある。クレアラシルプール編の撮影では水着の上からジョギングパンツを履いていたが、セリフのシーンで水着が嫌で泣き出した。そのため本編ではガウンを着用したものがOAされた[8]。なお、当時プライベートでは紺色の水着を所有していた[注釈 2]。
- デビュー3年目の1988年7月3日、渋谷エッグマンで同性ファン開拓を試み女性限定ライブを行った。
- 引退直前には「ラストアルバムでは、素直に自分のやりたいことが出来たので、思い残すことはない」ともコメントしている[9]一方、「ダンスミュージックは受け入れられなかった気がする」というコメントも残している[9]。
- 阪神タイガースのファンで、デイリースポーツも購読している[4]。本人によれば「弱さが好き」とのこと。ただし、家族は全員巨人ファンであるという。
- ペットで犬を飼っていたことがある。島田本人は猫は嫌いではないが、父親が猫嫌い。
- 元F1ドライバーナイジェル・マンセルのファン[4]。
- 同業の友人を通じて、同姓同名のフリーアナウンサーと交流を持つことになる[10][11][12]。
- 現在の職業について「ジャズ評論家」という呼ばれ方を本人は否定しており、あくまで「ライター」「DJ」であると言っている。
- 現在も独身である。

## 主な出演

### 幼少期から島田奈美デビュー前

#### CM・広告
- 小林脳行「モスボックス」（1975年、子役時代）
- アサヒ玩具「ママ・ジューサー」（1975年、子役時代）
- サンヨー食品「サッポロ一番みそラーメン」（1985年、14歳当時）
  - 藤岡琢也の隣で「うわーおいしそう」「ハイ!」のセリフ。
- キヤノン販売「MSXホームコンピューターV8」（1985年、14歳当時）
  - 同機の広告が掲載された「MSXマガジン」1985年8月号に「8月のときめき」（イメージガール）として掲載。
- 大阪ガス（クリスマス篇、バレンタイン篇。CMソングも歌う）
  - 「島田奈美」の芸名が付く以前から出演開始し、「島田奈美」以降も継続して出演。

#### 映画
- パンツの穴 花柄畑でインプット（1985年4月13日公開） - 生徒 役

### 島田奈美デビュー後

#### テレビ番組における歌唱
※ 在京キー局のテレビ番組の放送日は首都圏のもの。地方の系列局の放送日は異なる場合がある。
| 放送日（曜日）       | 番組名 | 放送局               | 歌唱曲 | 備考 |
| -------------------- | --- | -------------------- | --- | --- |
| 1986.05.18（日）     | 紳助・俵太のここ一番                                                                                                   | TBS                  | ガラスの幻想曲                                                                                             | |
| 1986.06.05（木）     | おはようスタジオ | テレビ東京           | ガラスの幻想曲                                                                                             | |
| 1986.06.19（木）     | ザ・ベストテン | TBS                  | ガラスの幻想曲                                                                                             | 「今週のスポットライト」コーナーに出演。                                                                |
| 1986.06.23（月）     | 歌のトップテン | 日本テレビ           | ガラスの幻想曲                                                                                             | 「話題曲」コーナーに出演。                                                                              |
| 1986.06.28（土）     | SATAMAGA | 仙台放送             | ガラスの幻想曲                                                                                             | |
| 1986.08.02（土）     | 加トちゃんケンちゃんごきげんテレビ                                                                                     | TBS                  | ガラスの幻想曲                                                                                             | |
| 1986                 | ヤンヤン歌うスタジオ                                                                                                   | テレビ東京           | ガラスの幻想曲                                                                                             | |
| 1986.08.10（日）     | ロッテ 歌のアルバムNOW                                                                                                 | TBS                  | 負けないで…片想い                                                                                          | |
| 1986.08.17（日）     | クイズ・ドレミファドン!                                                                                                | フジテレビ           | 負けないで…片想い                                                                                          | |
| 1986.09.14（日）     | スーパーJOCKEY | 日本テレビ           | 負けないで…片想い                                                                                          | |
| 1986.09.21（日）     | '86KBC新人歌謡音楽祭                                                                                                   | KBC                  | 負けないで…片想い                                                                                          | 福岡サンパレスにおいて開催。                                                                            |
| 1986.09.28（日）     | ヤングスタジオ101 | NHK総合・ NHK衛星第1 | ガラスの幻想曲                                                                                             | |
| 1986.09.28（日）深夜 | オーディションハウス                                                                                                   | フジテレビ           | 負けないで…片想い                                                                                          | |
| 1986.10.12（日）     | モモコクラブ | TBS                  | 負けないで…片想い                                                                                          | |
| 1986.12.07（日）     | クイズ・ドレミファドン!                                                                                                | フジテレビ           | パウダースノーの妖精                                                                                       | |
| 1986.12.13（土）     | 加トちゃんケンちゃんごきげんテレビ                                                                                     | TBS                  | パウダースノーの妖精                                                                                       | |
| 1986.12.21（日）     | ロッテ 歌のアルバムNOW                                                                                                 | TBS                  | パウダースノーの妖精                                                                                       | |
| 1987.01.31（土）     | 加トちゃんケンちゃんごきげんテレビ                                                                                     | TBS                  | Free Balloon                                                                                               | |
| 1987.02.01（日）     | スーパーJOCKEY | 日本テレビ           | Free Balloon                                                                                               | |
| 1987.02.15（日）     | ロッテ 歌のアルバムNOW                                                                                                 | TBS                  | Free Balloon                                                                                               | |
| 1987.02.26（木）     | ザ・ベストテン | TBS                  | Free Balloon                                                                                               | 第10位。                                                                                                |
| 1987.03.01（日）     | ヤンヤン歌うスタジオ                                                                                                   | テレビ東京           | Free Balloon                                                                                               | |
| 1987.03.02（月）     | 歌のトップテン | 日本テレビ           | Free Balloon                                                                                               | 第10位。                                                                                                |
| 1987.03.09（月）     | 歌のトップテン | 日本テレビ           | Free Balloon                                                                                               | 第10位。                                                                                                |
| 1987.03.14（土）     | 加トちゃんケンちゃんごきげんテレビ                                                                                     | TBS                  | Free Balloon                                                                                               | |
| 1987.05.03（日）     | モモコクラブ | TBS                  | 内気なキューピッド                                                                                         | |
| 1987.05.04（月）     | 交通安全キャンペーン25時間チャリティー・ラテソン「かたつむり大作戦・思いやりで高めよう交通マナー・ひとりからみんなへ」 | 京都放送             | ガラスの幻想曲 負けないで…片想い Dream Child 春人魚 内気なキューピッド パウダー・スノーの妖精 Free Balloon | 京都府総合見本市会館において行われた島田のチャリティー・コンサートを生中継。                            |
| 1987.05.17（日）     | ロッテ 歌のアルバムNOW                                                                                                 | TBS                  | 内気なキューピッド                                                                                         | |
| 1987.05.23（土）     | 加トちゃんケンちゃんごきげんテレビ                                                                                     | TBS                  | 内気なキューピッド                                                                                         | |
| 1987.05.24（日）①    | モモコクラブ | TBS                  | 内気なキューピッド                                                                                         | |
| 1987.05.24（日）②    | スーパーJOCKEY | 日本テレビ           | 内気なキューピッド                                                                                         | |
| 1987.05.28（木）     | ザ・ベストテン | TBS                  | 内気なキューピッド                                                                                         | 第10位。                                                                                                |
| 1987.05.29（金）     | ミュージックステーション                                                                                               | テレビ朝日           | 内気なキューピッド                                                                                         | |
| 1987.06.01（月）     | 歌のトップテン | 日本テレビ           | 内気なキューピッド                                                                                         | 第10位。                                                                                                |
| 1987.06.07（日）     | ヤングスタジオ101 | NHK総合 ・NHK BS1    | 内気なキューピッド                                                                                         | |
| 1987.06.08（月）     | 歌のトップテン | 日本テレビ           | 内気なキューピッド                                                                                         | 第10位。                                                                                                |
| 1987.06.20（土）     | オレたちひょうきん族                                                                                                   | フジテレビ           | 内気なキューピッド                                                                                         | |
| 1987.07.05（日）     | ロッテ 歌のアルバムNOW                                                                                                 | TBS                  | 内気なキューピッド                                                                                         | |
| 1987.07.19（日）     | モモコクラブ | TBS                  | 内気なキューピッド                                                                                         | |
| 1987.08.09（日）①    | モモコクラブ | TBS                  | パステル・ブルーのためいき                                                                                 | |
| 1987.08.09（日）②    | ロッテ 歌のアルバムNOW                                                                                                 | TBS                  | パステル・ブルーのためいき                                                                                 | |
| 1987.08.23（日）     | モモコクラブ | TBS                  | パステル・ブルーのためいき                                                                                 | |
| 1987.08.27（木）     | ザ・ベストテン | TBS                  | パステル・ブルーのためいき                                                                                 | 第7位。                                                                                                 |
| 1987.08.30（日）     | クイズ・ドレミファドン!                                                                                                | フジテレビ           | パステル・ブルーのためいき                                                                                 | |
| 1987.08.31（月）     | 歌のトップテン | 日本テレビ           | パステル・ブルーのためいき                                                                                 | 第10位。                                                                                                |
| 1987.09.03（木）     | ザ・ベストテン | TBS                  | パステル・ブルーのためいき                                                                                 | 第9位。                                                                                                 |
| 1987.09.07（月）     | 歌のトップテン | 日本テレビ           | パステル・ブルーのためいき                                                                                 | 第10位。                                                                                                |
| 1987.09.09（水）     | 夜のヒットスタジオDELUXE                                                                                               | フジテレビ           | パステル・ブルーのためいき                                                                                 | |
| 1987.09.13（日）     | ヤングスタジオ101 | NHK総合              | パステル・ブルーのためいき                                                                                 | |
| 1987.09.19（土）     | 加トちゃんケンちゃんごきげんテレビ                                                                                     | TBS                  | パステル・ブルーのためいき                                                                                 | |
| 1987.09.27（日）①    | モモコクラブ | TBS                  | パステル・ブルーのためいき                                                                                 | |
| 1987.09.27（日）②    | ロッテ 歌のアルバムNOW                                                                                                 | TBS                  | パステル・ブルーのためいき                                                                                 | |
| 1987.10.03（土）深夜 | MOMOCO PARTY | TBS                  | ガラスの幻想曲 内気なキューピッド パステル・ブルーのためいき Free Balloon                                  | |
| 1987.10.04（日）     | やる気マンマン日曜日                                                                                                   | 毎日放送・TBS        | パステル・ブルーのためいき                                                                                 | |
| 1987.10.11（日）     | モモコクラブ'87 | TBS                  | ハロー・レディ                                                                                             | |
| 1987.11.07（土）     | 加トちゃんケンちゃんごきげんテレビ                                                                                     | TBS                  | ハロー・レディ                                                                                             | |
| 1987.11.23（月）     | 志村けんのだいじょうぶだぁ                                                                                             | フジテレビ           | ハロー・レディ                                                                                             | |
| 1987.11.29（日）     | 歌え!アイドルどーむ | テレビ東京           | ハロー・レディ                                                                                             | |
| 1987.12.06（日）①    | モモコクラブ'87 | TBS                  | ハロー・レディ                                                                                             | |
| 1987.12.06（日）②    | スーパーJOCKEY | 日本テレビ           | ハロー・レディ                                                                                             | |
| 1987.12.12（土）     | サタデーポップ'88 | TBS                  | ハロー・レディ                                                                                             | |
| 1987.12.20（日）     | モモコクラブ'87 | TBS                  | ハロー・レディ                                                                                             | |
| 1988.01.02（土）     | 加トちゃんケンちゃんおめでとうテレビ                                                                                   | TBS                  | ハロー・レディ                                                                                             | |
| 1988.01.24（日）     | 吉村明宏のアイドルブティック                                                                                           | TBS                  | タンポポの草原                                                                                             | |
| 1988.02.07（日）     | 歌え!アイドルどーむ | テレビ東京           | タンポポの草原                                                                                             | |
| 1988.02.13（土）     | 加トちゃんケンちゃんごきげんテレビ                                                                                     | TBS                  | タンポポの草原                                                                                             | |
| 1988.02.14（日）     | ヤングスタジオ101 | NHK総合              | タンポポの草原                                                                                             | NHK衛星第2では2月20日（土）放送。                                                                       |
| 1988.02.21（日）①    | スーパーJOCKEY | 日本テレビ           | タンポポの草原                                                                                             | |
| 1988.02.21（日）②    | 吉村明宏のアイドルブティック                                                                                           | TBS                  | タンポポの草原                                                                                             | |
| 1988.02.25（日）     | ザ・ベストテン | TBS                  | タンポポの草原                                                                                             | 第8位。                                                                                                 |
| 1988.03.03（日）     | ザ・ベストテン | TBS                  | タンポポの草原                                                                                             | 第10位。                                                                                                |
| 1988.03.07（月）     | 歌のトップテン | 日本テレビ           | タンポポの草原                                                                                             | 第10位。                                                                                                |
| 1988.03.20（日）     | 歌謡びんびんハウス | テレビ朝日           | タンポポの草原                                                                                             | |
| 1988                 | コラーッ!とんねるず | 日本テレビ           | タンポポの草原                                                                                             | |
| 1988                 | ときめきタイムリー | 読売テレビ           | タンポポの草原                                                                                             | |
| 1988.05.15（日）     | やる気マンマン日曜日                                                                                                   | 毎日放送・TBS        | NO! | 番組収録日は1988年5月10日（火）。                                                                       |
| 1988.05.21（土）     | JanJanサタデー | 静岡第一テレビ       | NO! | |
| 1988.05.28（土）深夜 | オールナイトフジ | フジテレビ           | NO! | |
| 1988.05.29（日）     | 吉村明宏のアイドルブティック                                                                                           | TBS                  | NO! | 番組収録日は1988年5月25日（水）。 島田は同番組の次回1988年6月5日（日）放送分にも出演（収録は同前日）。  |
| 1988.06.04（土）     | 加トちゃんケンちゃんごきげんテレビ                                                                                     | TBS                  | NO! | 番組収録日は1988年5月17日（火）。                                                                       |
| 1988.06.07（火）     | ドリフ大爆笑'88 | フジテレビ           | NO! | 番組収録日は1988年5月24日（火）。                                                                       |
| 1988.06.09（木）     | ザ・ベストテン | TBS                  | NO! | 第10位。                                                                                                |
| 1988.06.12（日）     | 歌え!アイドルどーむ | テレビ東京           | NO! | 番組収録日は1988年6月7日（木）。                                                                        |
| 1988.06.21（火）     | ダウンタウンのゆーたもん勝ち                                                                                           | 毎日放送             | NO! | 番組収録日は1988年6月14日（火）。                                                                       |
| 1988.08.07（日）     | 歌え!アイドルどーむ | テレビ東京           | MOONLIGHT WHISPER                                                                                          | 番組収録日は1988年8月2日（火）。                                                                        |
| 1988.08.13（土）     | 加トちゃんケンちゃんごきげんテレビ                                                                                     | TBS                  | MOONLIGHT WHISPER                                                                                          | 番組収録日は1988年7月12日（火）。                                                                       |
| 1988.08.14（日）     | スーパーJOCKEY | 日本テレビ           | MOONLIGHT WHISPER                                                                                          | 番組収録日は1988年8月7日（日）。                                                                        |
| 1988.08.27（土）     | 三枝やすし興奮テレビ                                                                                                   | 毎日放送             | MOONLIGHT WHISPER                                                                                          | |
| 1988.08.28（日）     | 24時間テレビ 「愛は地球を救う」                                                                                        | 日本テレビ           | MOONLIGHT WHISPER                                                                                          | |
| 1988.09.03（土）     | JanJanサタデー | 静岡第一テレビ       | MOONLIGHT WHISPER                                                                                          | |
| 1988.09.13（火）     | ドリフ大爆笑'88 | フジテレビ           | MOONLIGHT WHISPER                                                                                          | 番組収録日は1988年7月18日（月）・19日（火）。                                                           |
| 1988.10.23（日）     | 吉村明宏のアイドルブティック                                                                                           | TBS                  | MOONLIGHT WHISPER                                                                                          | 番組収録日は1988年9月14日（水）。 島田は同番組の前回1988年9月18日（日）放送分にも出演（収録は同前日）。 |
| 1988.11.20（日）     | 吉村明宏のアイドルブティック                                                                                           | TBS                  | 12月のフェアリー                                                                                           | 番組収録日は1988年11月2日（水）。 島田は同番組の次回11月27日（日）放送分にも出演（収録は同前日）。      |
| 1988.12.02（金）     | ミュージックステーション                                                                                               | テレビ朝日           | 12月のフェアリー                                                                                           | |
| 1988.12.03（土）     | 加トちゃんケンちゃんごきげんテレビ                                                                                     | TBS                  | 12月のフェアリー                                                                                           | 番組収録日は1988年11月1日（火）。                                                                       |
| 1988.12.31（土）     | 吉村明宏のアイドルブティック                                                                                           | TBS                  | 12月のフェアリー                                                                                           | 生放送。                                                                                                |
| 1989.02.19（日）     | スーパーJOCKEY | 日本テレビ           | 春だから                                                                                                   | |
| 1989.02.25（土）     | 加トちゃんケンちゃんごきげんテレビ                                                                                     | TBS                  | 春だから                                                                                                   | 番組収録日は1989年1月24日(火)。                                                                         |
| 1989.03.11（土）     | JanJanサタデー | 静岡第一テレビ       | 春だから                                                                                                   | |
| 1989.03.25（土）     | 春休みだよ!アイドル共和国誕生!!                                                                                        | テレビ朝日           | 春だから                                                                                                   | |
| 1989.05.20（土）     | アイドル共和国 | テレビ朝日           | 愛を走らせて                                                                                               | |
| 1989.05.24（水）     | 歌のビッグファイト! | テレビ東京           | 愛を走らせて                                                                                               | |
| 1989.05.27（土）     | 加トちゃんケンちゃんごきげんテレビ                                                                                     | TBS                  | 愛を走らせて                                                                                               | 番組収録日は1988年4月18日(火)。                                                                         |
| 1989.07.01（土）     | JanJanサタデー | 静岡第一テレビ       | 愛を走らせて                                                                                               | |
| 1989.08.12（土）     | '89フェスタしずおか | 静岡放送・TBS        | 愛を走らせて                                                                                               | 番組収録日は1989年8月6日（日）。                                                                        |
| 1990.03.24（土）     | 加トちゃんケンちゃんごきげんテレビ                                                                                     | TBS                  | もと…ずっと… I LOVE YOU                                                                                    | 番組収録日は1990年3月6日（火）。                                                                        |
| 1990.04.07（土）     | JanJanサタデー | 静岡第一テレビ       | もと…ずっと… I LOVE YOU                                                                                    | |
| 1990.04.18（火）深夜 | 東京イエローページ | TBS                  | もと…ずっと… I LOVE YOU                                                                                    | |
| 1990.04.27（木）     | カフェシティヨコハマ                                                                                                   | テレビ神奈川         | もと…ずっと… I LOVE YOU                                                                                    | |
| 1990.07.22（日）     | 森口博子のメガキッズTV                                                                                                 | テレビ東京           | もと…ずっと… I LOVE YOU                                                                                    | 島田が同番組に出演しPVを放映。歌唱のライブパフォーマンスは無いが便宜上本リストに含める。                |

#### バラエティ番組
- モモコクラブ（TBS ※#テレビ番組における歌唱参照）
- 新型!!スターマガジンSEE-X（フジテレビ、1988年3月21日 ※島田の特集）[注釈 67]
- 少女雑貨専門TV エクボ堂（テレビ東京、1988年4月11日）[注釈 68]
- 森田一義アワー 笑っていいとも! テレフォンショッキング（フジテレビ、1988年4月14日）
- 邦子のタッチみー!（TBS、1988年12月18日）[注釈 69]

その他多数

#### 情報番組
- ルックルックこんにちは（日本テレビ、1988年8月19日、「アイドルの怖ーい話」に出演）
- 24時間テレビ（日本テレビ、1988年8月28日[注釈 46]）

#### テレビドラマ
- お坊っチャマにはわかるまい!（TBS、1986年4月15日 - 7月22日） - 平田奈美 役

#### CM・広告
- 日本ヴィックス（当時）「クレアラシル」
  - 憧れの先輩編「負けないで片思い」、思われニキビ編「パウダースノーの妖精」、プールサイド編「うそつきは恋のはじまり」、おみくじ編「Sing To The Music」、回転遊具編「サファイアの湖」、の5パターンあり。代理店／マッキャン・エリクソン博報堂、CMディレクター／大橋伸一。
  - 同CMには完パケまで制作しOAしなかった「剣道編」が存在している。
- 京阪電気鉄道「きょうは、京阪」（1987年、京阪本線京都地区地下化によるCM）
  - 2010年、京阪開業100周年記念事業として2600系電車を用い実施された巡業展示「京阪ミュージアムトレイン｣の車内に当時のポスターが掲示された。
- 関東郵政局「郵便貯金」・「定額貯金」
- ヤンマー「シャトルホン」
- 伎芸天「振り袖」

#### コンサート
- 1986年 クリスマスコンサート 神奈川県民ホール
- NAMI 1st CONCERT
  - 1987年 3月25日 大阪
  - 1987年 3月27日 東京
  - 1987年 3月29日 仙台
  - 1987年 4月 1日 名古屋
- SUMMER CONCERT～Prologue～
  - 1987年 8月 1日 福岡 福岡都久志会館
  - 1987年 8月 7日 大阪 大阪厚生年金会館
  - 1987年 8月 8日 名古屋 愛知勤労会館
  - 1987年 8月10日 東京 中野サンプラザホール
- 「Momoco Party 桃娘大好き！ あたりまエッ！！」
  - 1987年 8月29日 日比谷野外音楽堂
- 1987FINAL LIVE We are Dream Child
  - 1987年12月21日 インクスティック 芝浦ファクトリー
- Spring Concert'88 +α
  - 1988年 4月 3日 名古屋 愛知勤労会館
  - 1988年 4月 6日 東京 中野サンプラザホール
  - 1988年 4月 9日 大阪 御堂会館
- SUMMER CONCERT 1988 CURIOSSITY
  - 1988年 8月27日 大阪 大阪厚生年金会館
  - 1988年 9月 1日 東京 中野サンプラザホール
  - 1988年 9月 6日 名古屋
- EVERYTIME LIVE TOUR 88'LOOK AT YOU
  - 1988年 9月 1日 中野サンプラザホール
  - 1988年12月16日 横浜・関内セブンスアヴェニュー
  - 1988年12月24日 大宮フリークス
- '89 SPRING CONCERT "BEST SELECTION"
  - 1989年 3月30日 日本青年館大ホール
- ~SPECIAL SUMMER GIFT~
  - 1989年 7月29日 サウンドコロシアムMZA有明
- SPRING CONCERT '90 もっと…ずっと…I LOVE YOU
  - 1990年 4月27日 仙台 CADホール
  - 1990年 5月 1日 CLUB CITTA'川崎
- 島田奈美 FINAL CONCERT ～FAREWELL PARTY=the 5th Nami's Day～
  - 1990年 7月30日 サウンドコロシアムMZA有明

※上記以外にも開催実績あり

#### ラジオ
- 進め!おもしろバホバホ隊（TBSラジオ、1986年7月） - アシスタント
- 小堺一機のヤングプラザ（文化放送、1987年6月6日 - 1990年7月28日（島田の引退まで））
- 小倉久寛のオグラでオグラだ!（ニッポン放送、1986年10月 - 1987年3月） - 月曜日パートナー
- 奈美のFLYING TEAPOT（新潟放送）
- FMヤングスタジオ（JFNラジオ、1989年4月-1990年3月）

　金曜日レギュラーパーソナリティとして出演

#### 一日警察署長
- 1987年 5月20日 警視庁池袋警察署一日警察署長、西武百貨店池袋店屋上で交通安全の集い
- 1988年 9月18日 警視庁荒川警察署一日警察署長
- 1989年 4月 4日 警視庁築地警察署一日警察署長

### 島田奈美引退後、島田奈央子として

#### テレビ番組
- 新 おとな総研@G+（2009年4月 - 6月、日テレG+） - メインパーソナリティ
- 桂雀々の大判小判がじゃくじゃく（2014年5月17日、TwellV）
- シティポップ・スタジオ（2023年11月11日、BS朝日） - MC
- この他、スペースシャワーTVでもDJを担当。

#### ラジオ
- RADIO-izm（1996年4月1日 - 1997年3月31日の月曜・火曜担当、エフエム富士）
- ROOMS（大和ラジオ放送、木曜23:00 - 24:00）
- Taste of Swing（アサヒビールのWEBラジオ）
- THE LOOK OF JAZZ（ミュージックバード制作のラジオ番組）
- Jazzy（ - 2005年、フォルクスワーゲンの公式サイト内でのWEBラジオ）
  - 音楽雑誌『スウィング・ジャーナル』協力のジャズ番組。

- 今日は一日“女子ジャズ”三昧（2013年10月25日、NHK-FM）「今日は一日○○三昧」シリーズ番組の女子ジャズの回で司会を担当。
- ジャズメガネ＆島田奈央子　今夜も大いいトークス（2016年8月17日～、Sony Music Direct (Japan)のWEBラジオ）
- この他、NACK5、BayFMでもDJを担当。

#### クラブDJ
ジャンルはSOUL、JAZZ、AORなど。
- 六本木・BRAVE BAR（毎月最終金曜日のイベント「Delightful Flavor」に出演）
- 青山・MANIAC LOVE
- 青山・Blue
- 渋谷・DJ BAR INKSTICK

#### 一日郵便局長
- 2002年4月25日 大和郵便局一日郵便局長

#### オンラインサロン
- 2024年2月よりCAMPFIREにて月額制オンラインサロン『島田奈央子オフィシャル・コミュニティ～今のワタシ・昔のワタシ～』を開設[6]。

## ディスコグラフィ

### 島田奈美名義

#### シングル
| No. | タイトル                   | 発売日   | 最高位 | c/w（収録曲）                                                               | 備考 |
| --- | -------------------------- | -------- | ------ | --------------------------------------------------------------------------- | --- |
| 1   | ガラスの幻想曲             | 86.5.21  | 19位   | Side 1. ガラスの幻想曲 Side 2. ブルードットの恋                             | Side 2 作詞・作曲小坂明子、小坂のセルフカバーアルバム、「「懐想」 linked to 40yrs.」に「ブルードットの恋 for 島田奈美」として収録されている。                              |
| 2   | 負けないで...片想い        | 86.8.21  | 15位   | Side 1. 負けないで...片想い Side 2. 昼下がりの星屑                          | Side 1 日本ヴィックス（当時）「クレアラシル」TV-CFソング 2001年、テレビアニメ『SAMURAI GIRL リアルバウトハイスクール』のエンディングテーマとして、声優の野川さくらがカバー |
| 3   | パウダー・スノーの妖精     | 86.11.19 | 12位   | Side 1. パウダー・スノーの妖精 Side 2. 綺麗になりたい                       | 日本ヴィックス（当時）「クレアラシル」TV-CFソング |
| 4   | Free Balloon               | 87.2.11  | 9位    | Side 1. Free Balloon Side 2. 頬よせて                                       | 初めて「ザ・ベストテン」（10位、1987年2月26日）、「歌のトップテン（10位、同年3月2日）」にランクイン                                                                        |
| 5   | 内気なキューピッド         | 87.5.15  | 7位    | Side 1. 内気なキューピッド Side 2. WEEKEND MUSEUM                           | 2曲ともEPOによる作詞作曲 「ザ・ベストテン」1987年5月28日10位 「歌のトップテン」1987年6月1日10位、6月8日10位                                                                |
| 6   | パステル・ブルーのためいき | 87.8.12  | 7位    | Side 1. パステル・ブルーのためいき Side 2. ミントの香り                     | 「ザ・ベストテン」1987年8月27日7位、9月3日9位 「歌のトップテン」1987年8月31日10位、9月7日10位                                                                              |
| 7   | ハロー・レディ             | 87.11.11 | 10位   | M-01 ハロー・レディ M-02 シャイにならないで M-03 Dream Child (Live Version) | M-01 TBSテレビアニメ「レディレディ!!」挿入歌・劇場版オープニングテーマ M-03 初回限定盤3曲収録の12cm盤CDにのみ収録 本作のみMEG-CDでの復刻発売がない                         |
| 8   | タンポポの草原             | 88.2.10  | 9位    | M-01 タンポポの草原 M-02 消しゴムで消したジェラシー M-03 鏡の中の私         | M-03 初回限定盤3曲収録の12cm盤CDにのみ収録 「ザ・ベストテン」1988年2月25日8位、1988年3月3日10位                                                                            |
| 9   | NO!                        | 88.5.25  | 13位   | M-01 NO! M-02 くちびるミュート                                              | 「ザ・ベストテン」1988年06月09日10位 |
| 10  | MOONLIGHT WHISPER          | 88.8.17  | 15位   | M-01 MOONLIGHT WHISPER M-02 サイレント・アプローチ                          | |
| 11  | 12月のフェアリー           | 88.11.23 | 23位   | M-01 12月のフェアリー M-02 恋はスローダンス                                 | |
| 12  | 春だから                   | 89.2.22  | 32位   | M-01 春だから M-02 SPRING FOOL まさか?!                                     | |
| 13  | 愛を走らせて               | 89.5.21  | 50位   | M-01 愛を走らせて M-02 夏の予感                                             | アナログレコードでの発売はこのシングルが最後 |
| 14  | もっと…ずっと…I LOVE YOU   | 90.3.21  | 100位  | M-01 もっと…ずっと…I LOVE YOU M-02 MY HEART, DON'T BE SHY                   | 2曲とも島田奈央子名義による作詞 島田奈美最終シングル |

### 島田奈央子名義
1. シティーハンター '91『CITY HUNTER'91 - オリジナル・アニメーション・サウンドトラック』（1991年6月21日）
お願いキス・ミー・アゲイン
  - 3トラック目に収録。「NAOKO」名義（作詞は島田奈央子名義）
2. HAPPY TREE (NAOKO SHIMADA with Alani)（2003年9月25日）
BEYOND THE REEF/IN A LITTLE HULA HEAVEN/パイナップル・プリンセス/HAWAIIAN WEDDING SONG/LOVELY HULA HANDS/PEARLY SHELLS/Happy Tree/BEYOND THE REEF (JARA JARA Remix：Soichi Terada)
  - 山内雄喜のハワイアンのアルバムにボーカリストとして参加。8曲目は寺田創一のリミックス。
3. サムシング・ジャジー〜毎日、女子ジャズ。（2010年7月28日、 EMIミュージック・ジャパン TOCJ-66538）
  - 「Something Jazzy 女子のための新しいジャズ・ガイド」に連動したコンピレーションアルバム。選曲/監修を担当している。
4. Something Jazzy アイランド・クリスマス〜冬の休日、女子ジャズ。（2010年11月3日、 Pヴァイン・レコード）
  - プロデュース･制作を担当。
5. パリ旅で、女子ジャズ~Something Jazzy（2011年12月7日、 EMIミュージック・ジャパン）
  - ｢女子ジャズ」コンピレーションアルバム第2弾。選曲/監修を担当。
6. Something Jazzy 雨の日の午後に聴きたい 女子ジャズ（2016年7月1日、iTunesで配信開始）[29][30]
  - 選曲／監修：島田奈央子　ワーナーミュージックジャパン
7. Something Jazzy～メロディ・イン・ザ・リビングルーム（2022年7月16日配信、2022年7月22日、Bright Sun's Record BRSR-CD017）[31]
  - プロデュースを担当。

## 映像作品

### VHD
- モモコクラブ（Vol.1 - 5, 日本ビクター）

### ビデオ
- 時のサークルゲーム（日本コロムビア、1987年）
- ＋α（日本コロムビア、1988年）
- VIDEO CUTIE ②（日本コロムビア、1988年）
  - 『VIDEO CUTIE』は日本コロムビア所属アイドル宣伝のための無料レンタルビデオ。島田は白田あゆみらを紹介するDJとして登場。
- VIDEO CUTIE ③（日本コロムビア、1988年）
  - 1988年7月3日における島田の女性限定ライブの模様を紹介。
- APPLE DREAMING（勁文社、1988年）
- スーパーモモコ（発売：マツヤカラー、配給：パワースポーツ）
- 島田奈美 FINAL CONCERT ～FAREWELL PARTY=the 5th Nami's Day～（1990年）
  - ファンクラブ「73CLUB」会員限定のファイナルコンサートの様子を収録したビデオ。

## 書籍

### 著書
- Something Jazzy 〜 女子のための新しいジャズ・ガイド（2010年1月26日、駒草出版）ISBN 4903186776
- Something Jazzy 〜 女子JAZZスタイルブック（2011年12月9日、中央公論新社）ISBN 4120042979

### 写真集
- The Photographs 〜風にも歌がある（1987年4月、学習研究社、撮影：会田我路、イギリスロケ作品）
- 『きらめきavenue : 島田奈美photo & essay』ワニブックス、1987年5月31日。ISBN 4847010418。
- ＋α（1988年4月、学習研究社、撮影：齋藤清貴）
- 抱きしめたい!（1988年7月、勁文社、撮影：小林ばく）ISBN 4766907906
- APPLE DREAMING（1988年6月、勁文社）ISBN 4766907612
- Marble・Scene・12（1989年3月、近代映画社） - フォト&エッセイ集 ISBN 4764815710

### 雑誌ライター
- CDジャーナル
- スイングジャーナル
- FM STATION
- ソングコング
- 月刊デ・ビュー

### その他
ファンクラブ会報やCDのライナーノーツなどの執筆を行っている。変わったところでは、九州出身のバンド「ブロス」のデビューアルバムのライナーノーツ執筆だけではなく、販売促進のパンフレットで「ロドリゲス航空チーフパーサー」として出演している。

## 関連人物
- 西村知美 - 桃組三人娘の一人
- 杉浦幸 - 桃組三人娘の一人
- 杉山洋介 - 元SALLYのリーダーで、事務所の先輩。島田奈美後期を中心に楽曲の提供やアルバムをプロデュース。現在、ユニット・パリスマッチで活動。
- 野間真（元：アルテミスプロモーション社長。現：撮影会スタジオ「いちごはうす」代表） - 学生時代に芸能事務所「メリーゴーランド」にてアルバイトをし、その後正式に入社。島田奈美ファンクラブの担当を務めた。
- 村上てつや（ゴスペラーズ） - 「島田奈美」時代のファンクラブに入っていた。
- 寺田創一 - 「SUN SHOWER」作曲家。この楽曲をアメリカのカリスマDJラリー・レヴァンに手渡し、島田を国際的に有名にした人物。
- 平井景 - ドラマー、作曲家、プロデューサー。島田と「ブライトサンズレコード」を設立。
- 近田和生 - RADIO-izmパーソナリティ時代、水・木曜DJを担当していた。
- 宅麻仁 - RADIO-izmパーソナリティ時代、金曜DJを担当していた。